# 成中英
成中英（1935年11月8日—2024年7月2日），男，湖北阳新人，生於南京，美籍華裔哲學家，擁有中華民國與美國雙國籍，生前曾任教於美國夏威夷大學馬諾阿分校，其著名哲學體系為以《易經》為雛型的本體詮釋學（Onto-Hermeneutics）。

## 生平
1935年11月8日，成中英出生於南京。1949年因國共內戰全家遷至臺灣，1950年開始就讀於臺北市立建國高級中學，1952年考入國立臺灣大學，專修外國語言和文學系課程，曾選修方東美教授、陳康教授的哲學課程，開始接觸柏拉圖、尼采、柏格森、華嚴宗杜順法界觀門和《易經》。1956年考入國立臺灣大學哲學研究所，與同學劉述先、傅偉勳一同師從方東美。1957年獲得美國華盛頓大學的獎學金，並前往西雅圖攻讀該校哲學碩士，1959年取得學位，同時獲得哈佛大學、耶魯大學、康乃爾大學、伊利諾大學四校哲學系的研究生獎學金，最後選擇哈佛大學，攻讀該校博士學位，師從蒯因等教授，並旁聽約翰·羅爾斯的正義論課程。1963年完成博士論文《皮爾士與李維斯的歸納邏輯》，並通過論文答辯口試。該年秋天開始任職於檀香山夏威夷大學馬諾阿分校，擔任哲學助理教授。1970年至1973年，擔任國立臺灣大學哲學系主任及哲研所所長。之後曾出席多次國際會議。1985年在檀香山創立了遠東高級研究院（FEIAS）。1989年首次講授本體詮釋學與分析詮釋學（Analytic Hermeneutics）的研究生討論課，修課學生有賴賢宗等人。1995年接受俄羅斯科學院遠東研究學院授予的名譽博士學位、重組遠東高級研究學院（FEIAS），成立國際東西方大學（IEWU）。2000年在海德堡訪問伽達默爾。重新組建遠東高級研究學院 （FEIAS），成立國際東西方大學（IEWU）。2006年湖北人民出版社出版四卷本《成中英文集》。

## 逝世
当地时间2024年7月2日，成中英在美国檀香山逝世，享年88岁。

## 奖项
2016年因推动中国哲学与西方平等对话在第五届《中华之光——传播中华文化年度人物》中获奖。

## 家庭
父親成惕軒，母親徐文淑。弟弟成中豪、成中杰，妹妹成中平。

## 著作

### 中文著作
- 《中國哲學與中國文化》，臺北：三民書局，1974年。
- 《科學知識與人類價值》，臺北：三民書局，1974年。
- 《中國哲學的現代化與世界化》，臺北：聯經出版事業公司，1985年。
- 《知識與價值：和諧，真理與正義的探索》，臺北：聯經出版事業公司，1986年。
- 《中國現代化的哲學省思——「傳統」與「現代」理性的結合》，臺北：三民書局，1988年。
- 《中國哲學的現代化與世界化》，北京：中國和平出版社，1989年。
- 《世紀之交的抉擇》，上海：上海知識出版社，1991年。
- 《文化、倫理與管理》，貴州：貴州人民出版社，1991年。
- 《中西哲學的會面對話》，臺北：文津出版公司，1994年。
- 《C理論：易經管理哲學》，臺北：東大書局，1995年。
- 李翔海編：《知識與價值——成中英新儒學論著輯要》，北京：中國廣播電視出版社，1996年。
- 《論中西哲學精神》，上海：東方出版中心，1996年。
- 《21世紀：經濟競爭力與文明說服力》，武漢：華中理工大學出版社，1996年。
- 周翰光合著：《智慧之光：中國管理哲學的現代應用》，上海：中國紡織工業大學出版社，1997年。
- 《C理論─中國管理哲學》（修訂本），上海：學林出版社，1999年。
- 《合內外之道——儒家哲學論》，北京：中國社會科學院出版社， 2001年。
- 《創造和諧》，上海：上海文藝出版社，2002年。
- 《道與心：成中英自選集》，濟南：山東教育出版，2003年。
- 《成中英自選集》，濟南：山東教育出版社，2005年。
- 《從中西互釋中挺立：中國哲學與中國文》，北京：人民大學出版社，2005年。
- 李翔海、鄧克武編：《成中英文集》（四卷），武漢：湖北人民大學出版社，2006年。

### 英文著作
- Peirce's and Lewis's Theories of Induction (In English), Martinus Nijhoff Publishing Company, The Hague, The Netherlands ， 1969. 206 pages.
- Tai Chen's Inquiry into Goodness, A Study with A Translation of Yuan Shan (In English), The East-West Center Press, Honolulu ， 1971. 176 pages ．
- The Philosophical Aspects of the Mind-Body Problem (In English), (Editing with Introduction and Article by Myself), University Press of Hawaii ， Honolulu, 1975. 221 pages ．
- Chinese Studies in Philosophy , A translation quarterly edited by me from 1965 to 1995, Sharpe Publishers, New York .
- New Dimensions of Confucian/ Neo-Confucian Philosophy (In English), State University of New York Press, Albany , 1991. 619 pages
- Distribution of Power and Rewards: Studies in Democracy and Social Justice (In English), edited with James Hsiung, with my own article included, University Press of America, Washington, D.C., 1991. 443 pages
- Journal of Chinese Philosophy (In English), a quarterly philosophical publication founded and edited by me since 1973, always published on time, now in the 27 th year without any break, a celebrated and authoritative publication in Chinese philosophy under my editorship which has brought Chinese philosophy to the mainstream of world philosophy. Volumes 1-7 published by Reidel Publishers of Netherlands, Volumes 8-26 published by the Dialogue Publishing of Honolulu, Volume 27 (year 2000) to present, published by Blackwell Publishers of London and Boston.
- Contemporary Chinese Philosophy (In English), edited with Nick Bunnin, with Foreword and After-word of more than 50 pages by me, Blackwell Publishers, Boston United States and Oxford, England, 2002. 427 pages
- 14 Major Entries in Encyclopedia of Chinese Philosophy, edited by Antonio Cua, Routledge, London and New York, 2003. Circa 180 pages.